# Kartódromo Ayrton Senna (Lauro de Freitas)
O Kartódromo Ayrton Senna foi um circuito de corrida brasileiro localizado no bairro de Ipitanga, em Lauro de Freitas, próximo ao limite com Salvador, na Bahia. Inaugurado em 1991, foi o segundo cartódromo baiano, quando já existia o hoje extinto "Kartódromo do Stiep", na capital baiana. O kartódromo foi palco de disputas do Campeonato Baiano de Kart, Campeonato Brasileiro de Kart e Copa Brasil de Kart.
Localizava-se em terreno de 50 mil metros quadrados cedido pela Arquidiocese de São Salvador da Bahia à Federação de Automobilismo da Bahia (FAB). Com a decisão da construção do Centro Pan-Americano de Judô sobre o kartódromo, em agosto de 2013, a área do circuito foi reduzida para 30 mil metros quadrados e o comprimento que era de 1050 metros passou para 820. O kartódromo prosseguiu existindo nessas condições até o início de 2014, quando a Arquidiocese solicitou de volta o terreno.

## Novo kartódromo
A Superintendência dos Desportos do Estado da Bahia (SUDESB) se comprometeu com a FAB, em protocolo de intenções, para disponibilizar R$ 3 milhões para o financiamento das novas instalações do automobilismo baiano. Algum tempo depois, a FAB anunciou um terreno de 1 quilômetro quadrado em São Francisco do Conde, desapropriado pela Prefeitura, onde projeta criar um multiparque com pistas de barro e de arrancada, cidade da música, universidade ligada ao automobilismo, museu e autódromo a começar com o kartódromo. A inauguração do novo kartódromo foi prevista para outubro de 2015.
Em janeiro de 2015, Selma Morais, presidente da FAB, entregou a Elias Dourado, diretor geral da SUDESB, o projeto do novo kartódromo em São Francisco do Conde, cujo tamanho atende às exigências da Federação Internacional de Automobilismo (FIA). Serão 1.246 metros de comprimento de pista com dez metros de largura, previstos no projeto, como também arquibancada, torre de cronômetro, boxes, três saídas do equipamento esportivo e guarita.